# Арприш
Арприш (фр. Harprich) — коммуна на северо-востоке Франции, регион Гранд-Эст (бывший Эльзас — Шампань — Арденны — Лотарингия), департамент Мозель. Относится к кантону Гротенкен.

## Географическое положение
Арприш расположен в 320 км к востоку от Парижа и в 39 км к востоку от Меца.

## История
- Поселение исторической провинции Лотарингия сеньората Моранжа.
- Разрушена в ходе Тридцатилетней войны.

## Демография
По переписи 2011 года в коммуне проживало 210 человек.

## Достопримечательности
- Церковь Сен-Дени (1778).
- Часовня (1750).
- Часовня Бенен, хоры XIV века.